# Paranomus roodebergensis
Paranomus roodebergensis är en tvåhjärtbladig växtart som först beskrevs av Robert Harold Compton, och fick sitt nu gällande namn av Margaret Rutherford Bryan Levyns. Paranomus roodebergensis ingår i släktet Paranomus och familjen Proteaceae. Inga underarter finns listade i Catalogue of Life.